# Mosteiro de Mor Awgin
Mosteiro de Mor Augin (em siríaco:  ܕܝܪܐ ܕܡܪܝ ܐܘܓܝܢ, em árabe: دير مار أوجين) está localizado no sudeste da Turquia e fica a 40 quilómetros de Nusaybin.

## História
O mosteiro foi fundado na primeira metade do século IV d.C. por Santo Awgin, um monge de El Kulzom, Egito. Mor Augin veio com setenta de seus discípulos para pregar o Cristianismo na Província de Mardin, que era controlada pelo Império Sassânida.